# Iglesia de la Purísima Concepción (Fuente Palmera)
La iglesia de la Purísima Concepción es el único templo cristiano de la localidad cordobesa de Fuente Palmera. Se encuentra presidiendo la plaza Real de Fuente Palmera, junto al Ayuntamiento y al Pósito, conformando el enclave de mayor valor histórico y patrimonial del municipio. Fue terminado de construir coincidiendo con la fundación de Fuente Palmera durante la repoblación de estas tierras, en 1769. La autoría del edificio está atribuida a Simón Desnaux.

## Descripción
La iglesia consta de tres naves, siendo la central la más ancha de todas, con cinco tramos sostenidos sobre pilastras. La cúpula barroca está decorada con fajas radiales. El Altar Mayor se sustituyó por uno barroco procedente del Monasterio de Santa María de los Ángeles en la localidad de Hornachuelos. Solo se conserva del mismo el escudo de armas de Carlos III, que fue colocado en el lugar que le correspondía en el altar. En su exterior destacan las dos torres construidas en ladrillo, siendo la de la izquierda la más antigua, ya que la otra nunca llegó a acabarse. 
En la actualidad sí la podemos ver finalizada como consecuencia de una intervención en el año 1994. En el centro de la fachada encontramos un nichal rematado en una concha, flanqueado por las torres, donde se aprecia el escudo de Carlos III. Comparte muchas similitudes con la Iglesia de la Inmaculada Concepción en La Carlota, ya que comparten su origen y la fecha de construcción. 
Existe una teoría según la cual la torre de la izquierda no llegó a acabarse para albergar una matraca. Las campanas, según la tradición católica, no podían sonar en algunos días festivos como la Semana Santa, en señal de luto por la muerte de Cristo, de ahí que se usaran estos artilugios para llamar a los fieles a la oración. Esta costumbre tiene una clara vinculación con el centro de Europa, pues existe constancia de que en los cantones suizos, por ejemplo, se seguía el mismo procedimiento. La Iglesia sufrió algunas perdidas en lo que se refiere a imaginería durante la Guerra Civil española.